# Paul Stein (Theologe)
Paul Stein (* 15. September 1585 in Sontra; † 3. November 1634 in Kassel) war ein evangelisch-reformierter Geistlicher, der als hessischer Delegierter 1618/19 an der Dordrechter Synode teilnahm.

## Biografie
Der Sohn eines Gastwirts wurde vom Landgrafen Moritz von Hessen-Kassel 1609 zum zweiten Hofprediger ernannt; nach kurzer Tätigkeit als Pfarrer an der Kasseler Brüderkirche war er erster Hofprediger. 1618 gründete der Landgraf das Collegium Adelphicum Mauritianum zu Kassel, und Stein wurde Dekan dieser Schule sowie Dozent für Theologie. Gemeinsam mit drei Marburger Professoren reiste Stein 1618 zur Dordrechter Synode. Dort vertrat die gesamte hessische Delegation eine orthodox-calvinistische Theologie gegen die Remonstranten. Aber bereits vor Abreise hatte Stein einen reformierten Adligen mit einer Lutheranerin getraut und dabei eine vermittelnde Haltung im Streit beider Konfessionen eingenommen. Als er von Dordrecht nach Kassel zurückkehrte, wurde er von dem lutherischen Kontroverstheologen Balthasar Mentzer (Gießen) in eine Auseinandersetzung wegen seines angeblichen Synkretismus verwickelt, in die auch der braunschweigische Hofprediger Peter Tuckermann eingriff.
1622 wurde Paul Stein Superintendent in Kassel und hatte dieses Amt bis zu seinem Tod inne.